# Церква Успіння святої Анни (Львів, Голоско)
Церква Успіння святої Анни — сакральна споруда XVIII століття, розташована на вул. Заозерній, 11. Перебуває в користуванні релігійної громади Православної церкви України. Тривалий час була парафіяльним храмом колишнього приміських сіл Мале та Велике Голоско.

## Історія
Попередня дерев'яна церква Покрови Пресвятої Богородиці, що стола на цьому місці відома з XVI століття та була парафіяльною для жителів Великого та Малого Голосків. 1539 року, як писав Іван Крип'якевич у книзі «Історичні проходи по Львові», церква святої Покрови у Голоску стала крилошанською, бо тодішній парох Голоска належав до крилошан при кафедральному соборі Святого Юра. Можливість спорудження нового храму з'явилася після переходу у 1772 році Галичини до складу імперії Габсбургів. Нова, мурована, церква збудована 1775 року у бароковому стилі, але при її освяченні до старої назви не поверталися, опікункою нового храму обрали Матір Діви Марії — Святу Анну, увічнивши її Успіння.
Від початку існування у храмі Успіння святої Анни розміщувався іконостас авторства Івана Рутковича, який згодом був втрачений. Збереглися лише дві ікони «Акафіст Богородиці», в музеї історії релігії, та «Успіння Анни», яка й досі знаходиться у храмі. У 1924–1943 роках парохом церкви був отець Михайло Жовнірук, активний діяч  «Кружка любителів Львова», що діяв при товаристві «Просвіта». У 1940-х роках храм був закритий та перетворений на склад господарських речей. На початку 1990-х років переданий православній громаді, яка після проведеного ремонту відновила діяльність храму.

## Архітектура
Споруда має традиційну тридільну планувальну структуру, яка, ймовірно, відтворює план попередньої дерев'яної церкви. Невеликий притвор увінчаний простим бароковим аттиком. Центральна нава, близька до квадрату з двома вікнами (на північній та південній стіні), має просте барокове оконтурення та шоломоподібний купол із широкою сигнатурою. Вівтар нижчий за наву та рівновисока до притвору, з круглим вікном на осі. Дах вівтарної частини також прикрашений невеличкою сигнатуркою.